# محبوب میلیون دلاری
محبوب میلیون دلاری (به انگلیسی: Million Dollar Baby) به کارگردانی کلینت ایستوود و نویسندگی پل هگیس، فیلمی ورزشی و درام محصول سال ۲۰۰۴ کمپانی آمریکایی برادران وارنر است. پایان این فیلم مورد انتقاد طرفداران حقوق ناتوانان و معلولان قرار گرفت زیرا آنان معتقد بودند که فیلم مشوق عمل بِه‌مرگی ناتوانان می‌باشد. این فیلم که هم‌اکنون جز ۲۵۰ فیلم برتر تاریخ در سایت آی‌ام‌دی‌بی است موفق به دریافت جایزه بهترین فیلم، بهترین کارگردان، بهترین بازیگر نقش اول زن و بهترین بازیگر مکمل نقش مرد در هفتاد و هفتمین دوره جوایز اسکار شد.

## داستان
مگی فیتزجرالد (با بازی هیلاری سوانک) دختری که در ۳۲ سالگی خانه را ترک کرده در شهری به نام اوزارک در ایالت میزوری به عنوان پیش‌خدمت رستوران مشغول کار است، با اصرار فراوان تلاش می‌کند فرانکی دان (با بازی کلینت ایستوود) یک مربی موفق که بوکسرهای سرشناسی را معرفی کرده‌است، متقاعد می‌کند تا به او شیوهٔ مسابقه را بیاموزد و او را نیز تبدیل به یک قهرمان کند. فرانکی در ابتدا او را به دو علت؛ یکی به خاطر سن بالای او و دیگری به خاطر زن بودنش، نمی‌پذیرد.
سرسختی مگی باعث می‌شود که فرانکی بالاخره او را بپذیرد و در ادامه مگی آنقدر سخت تمرین می‌کند که راهی مسابقه قهرمانی جهان می‌شود. رقیب او یک بوکسور است که مقام کثیف‌ترین بوکسور را هم از نظر ورزشی و هم از نظر اخلاقی دارد. مگی در مسابقه با او برنده می‌شود اما رقیب او عصبانی شده و با ضربه‌ای ناجوانمردانه باعث افتادن مگی و برخورد گردن او با چارپایه داخل رینگ بوکس می‌شود. مگی بر اثر این حادثه دچار آسیب دائمی نخاع و فلج کامل اندام شده، به کما می‌رود.
مگی در بیمارستان پس از به هوش آمدن فرانکی را می‌بیند و باز هم بی‌هوش می‌شود. او دوباره پس از مدتی به هوش آمد و به اسکرپ (با بازی مورگان فریمن) می‌گوید که باید به فرانکی بگوید که او دیگر نمی‌تواند هیچ حرکتی انجام دهد اما اسکرپ درخواستش را رد می‌کند. پس از مدتی حضور فرانکی بر بالین مگی در بیمارستان، مادر، برادر، خواهر و وکیلشان برای دیدن مگی به کنار او می‌آیند. در واقع مادر مگی نه به خاطر خود او بلکه بخاطر پول به پیشش آمده است. مگی به سرعت متوجه موضوع می‌شود و درخواست مادرش را رد و او را تهدید می‌کند که اگر دوباره برای دیدن او به بیمارستان بیاید، خانه‌ای را که قبلاً با پول حاصل از مسابقات بوکس برای او خریده است از او خواهد گرفت.
بعد از مدتی مگی از فرانکی درخواست می‌کند که او را از این حالت بد نجات دهد و به مرگ او کمک کند. اما فرانکی در آن هنگام درخواستش را رد می‌کند ولی مگی باز هم از او خواهش می‌کند. فرانکی برای درد دل پیش پدر کلیسا می‌رود و پدر به او توصیه می‌کند که این کار را انجام ندهد. اسکرپ، که فرانکی را در گوشه‌ای می‌بیند و پیش او می‌رود. فرانکی به اسکرپ می‌گوید که تقصیر تو نبود بلکه تقصیر من بود که او را به یک بوکسور تبدیل کردم اما اسکرپ به او می‌گوید که همه می‌میرند اما لحظه مرگشان می‌گویند که ما فقط یه فرصت می‌خواستیم.
هنگام خواب فرانکی از بیمارستان به او زنگ می‌زنند. مگی زبان خودش را بریده است و تا حدی خونریزی می‌کند که تا حد مرگ می‌رود. کمی بعد فرانکی پیش مگی می‌رود و به او می‌گوید که اسمی که او برایش انتخاب کرده بود و که هواداران مگی را با آن صدا می‌زدند معنایش می‌شود عشق من، عمر من. فرانکی تا آن لحظه معنای آن اسم ایرلندی را به مگی نگفته بود. مگی لبخندی میزند و فرانکی به او می‌گوید که من لوله اکسیژن را برخواهم داشت و تو می‌خوابی، سپس من چیزی به تو تزریق می‌کنم که برای همیشه خواهی خوابید. فرانکی اینکار را انجام می‌دهد و با چشمانی گریان بیمارستان را ترک می‌کند. اسکرپ به باشگاه برمی‌گردد و منتظر فرانکی می‌ماند اما او هیچوقت برنمی‌گردد.

## بازیگران
- کلینت ایستوود در نقش فرانکی دان
- هیلاری سوانک در نقش مری مارگارت «مگی» فیتزجرالد
- مورگان فریمن در نقش ادی «آهن قراضه» دوپریس
- جی باروشل در نقش دیلارد خطرناک / «خطر»
- مایک کولتر در نقش «بزرگ» ویلی لیتل
- لوسیا ریجکر در نقش بیلی «خرس آبی» اوسترمن
- برایان اف. اوبرن در نقش پدر هوروک
- آنتونی مکی در نقش شاورل بری
- مارگو مارتیندال در نقش ارلین فیتزجرالد
- مارکوس چیت[۴] در نقش جی.دی. فیتزجرالد
- ریکی لیندهوم در نقش ماردل فیتزجرالد
- مایکل پنیا در نقش عمر
- بنیتو مارتینز در نقش مدیر بیلی

## جایزه‌ها
- نامزد گلدن گلوب بهترین فیلم
- برنده اسکار بهترین فیلم
- نامزد گلدن گلوب بهترین موسیقی
- برنده گلدن گلوب بهترین کارگردانی
- نامزد اسکار تدوین برای جوئل کاکس
- برنده گلدن گلوب بهترین بازیگر نقش اول زن
- نامزد گلدن گلوب بهترین بازیگر نقش مکمل مرد
- برنده اسکار کارگردانی برای کلینت ایستوود
- نامزد اسکار فیلم‌نامه اقتباسی برای پل هگیس
- برنده اسکار بازیگر نقش اول زن برای هیلاری سوانک
- نامزد اسکار بازیگر نقش اول مرد برای کلینت ایستوود
- برنده اسکار بازیگر نقش مکمل مرد برای مورگان فریمن
- این فیلم نه تنها برنده هیچ‌یک از جوایز بفتا نشد بلکه حتی نامزد هیچ‌یک از جوایز هم نشد.